# Fiber distributed data interface

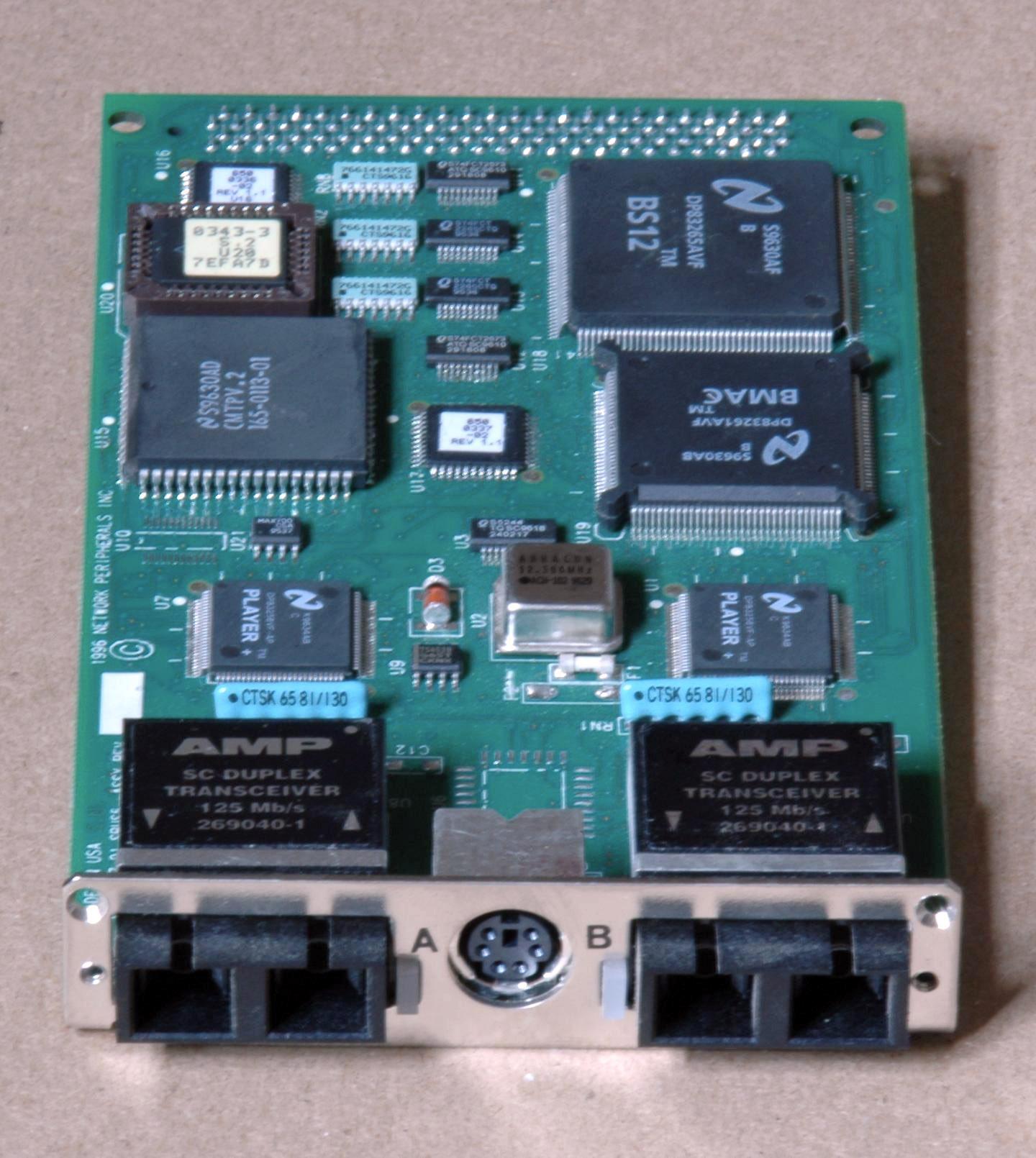
Síťový adaptér FDDI s dvojitým připojením

Fiber distributed data interface (FDDI) je síťová technologie pro metropolitní sítě s přenosovou rychlostí 100 Mbit/s, kterou vyvinul American National Standards Institute v 80. letech a kterou standardizovala Mezinárodní organizace pro normalizaci jako ISO 9314.
Byla to první síť s přenosovou rychlostí 100 Mbit/s. Do sítě o celkové délce až 200 km je možné zapojit až 1000 zařízení.
FDDI má kruhovou topologii; síť je tvořena dvěma kruhy pro opačné směry přenosu (jeden je záložní pro případ poruchy). Obnovení funkčnosti je založeno na automatickém uzavření smyčky v nejbližších uzlech, mezi kterými došlo k poruše. Délka kruhu je tak skoro dvojnásobná a stejně tak i počet uzlů.
Jako přenosové médium používá optické kabely, existuje i varianta používající kroucenou dvojlinku označovaná jako CDDI (Copper DDI).

## Specifikace standardů FDDI
- Protokol přístupu k médiu (MAC, ANSI X3.139-1987, ISO 9314-2) – určuje přístup k přenosovému médiu a ověřuje validitu doručených dat.
- Protokol fyzické vrstvy – definuje parametry optických kabelů, konektorů a hardwarové požadavky. Dále definuje kódování/dekódování, načasování zabalení dat pro přenos sítí, nebo na vyšší vrstvu protokolu fyzické vrstvy – PHY (Physical Layer protocol, ANSI X3.148-1988, ISO 9314-1), nebo protokolu fyzické vrstvy síťové závislostí (PMD, Physical Layer Media Dependent, ANSI X3.166-1989, ISO 9314-3) – vyšší a nižší vrstva protokolu fyzické vrstvy.
- Protokol správy stanice a kruhu (SMT, ANSI X3.229-1994, ISO 9314-6).

Protokol správy linkového spoje je založen na standardu IEEE 802.2 pro řízení logického spoje. Příkladem je 48bitová MAC adresa, kterou používají také sítě Ethernet. Standard pro přenos IP publikoval Internet Engineering Task Force v červnu 1989, revize byla vydána v roce 1990. Při komunikaci protokolem IP se využívá Address Resolution Protocol (ARP).

## Připojení počítačů

FDDI trunk ring sestává ze dvou smyček: primární a sekundární. Dual Attachement Stations jsou připojeny k oběma smyčkám, Single Attachement Stations se připojují pomocí koncentrátoru.

FDDI umožňuje dva druhy připojení stanic (počítačů):
1. Pouze k hlavnímu kruhu Single Attached Stations (SAS)
2. K hlavnímu i záložnímu kruhu Dual Attached Stations (DAS)

## Formát rámce
Rámec FDDI má následující strukturu:
| PA      | SD     | FC     | DA      | SA      | PDU            | FCS     | ED/FS   |
| ------- | ------ | ------ | ------- | ------- | -------------- | ------- | ------- |
| 16 bitů | 8 bitů | 8 bitů | 48 bitů | 48 bitů | až 4478x8 bitů | 32 bitů | 16 bitů |

Význam jednotlivých polí:
| Zkratka | Anglicky                       | Česky                         |
| ------- | ------------------------------ | ----------------------------- |
| PA      | preamble                       | preambule                     |
| SD      | start delimiter                | počáteční omezovač            |
| FC      | frame control                  | řídicí pole                   |
| DA      | destination address            | cílová adresa                 |
| SA      | source address                 | zdrojová adresa               |
| PDU     | protocol/packet data unit      | protokolová datová jednotka   |
| FCS     | frame check Sequence           | kontrolní součet              |
| ED/FS   | end delimiter and frame status | koncový omezovač a stav rámce |

## Nasazení
V první polovině 90. let 20. století byla technologie FDDI atraktivní pro vytváření páteřních sítí v areálech různých institucí, protože v té době dostupné sítě Ethernet měly přenosovou rychlost pouze 10 Mbit/s a sítě Token Ring 4 Mbit/s nebo 16 Mbit/s. V roce 1994 patřili k dodavatelům FDDI firmy Cisco Systems, National Semiconductor, Network Peripherals, SysKonnect (převzatá firmou Marvell Technology Group) a 3Com.
FDDI instalace byly z větší části nahrazeny technologií Ethernet.

## Normy
FDDI je standardizováno náslujícími normami:
- ANSI X3.139-1987, Media Access Control (MAC) – také ISO 9314-2
- ANSI X3.148-1988, Physical Layer Protocol (PHY) – také ISO 9314-1
- ANSI X3.166-1989, Physical Medium Dependent (PMD) – také ISO 9314-3
- ANSI X3.184-1993, Single Mode Fiber Physical Medium Dependent (SMF-PMD) – také ISO 9314-4
- ANSI X3.229-1994, Station Management (SMT) – také ISO 9314-6